# Közép-Szolnok

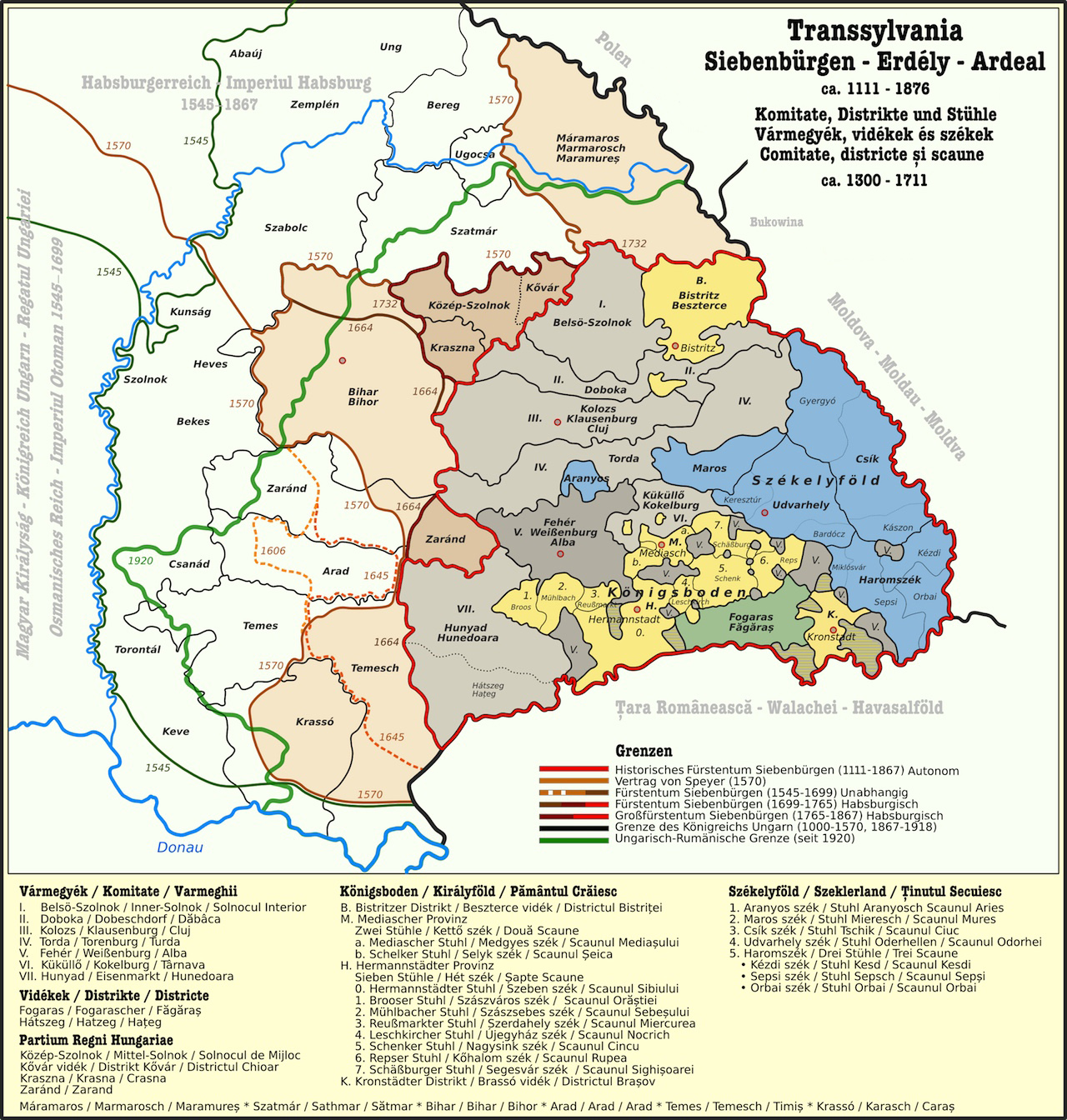
Ligging van het Közép-Szolnok, ten zuiden van Szatmár en ten noorden van Kraszna en Doboka

Het comitaat Közép-Szolnok (Hongaars: Közép-Szolnok vármegye) is een historisch  comitaat in het vroegere Koninkrijk Hongarije. Het comitaat was gesitueerd in het oosten van het land. De naam betekent letterlijk "Midden-Szolnok".
Het comitaat besloeg in 1870 een oppervlakte van 2.212,6 km² en het bestuurlijke centrum van Közép-Szolnok was het stadje Zilah. Bij de bestuurlijke hervorming van Hongarije in 1876 hield Közép-Szolnok op te bestaan en ging het op in het nieuwe comitaat Szilágy. Sinds de Hongaars-Roemeense Oorlog en het Verdrag van Trianon ligt heel het grondgebied van het comitaat in Roemenië.